# 山田圭蔵
山田 圭蔵（山田圭藏、やまだ けいぞう、1929年2月18日 - 2024年8月11日）は、日本の経営者。位階は従三位。北陸電力社長を務めた。

## 経歴
富山県出身。父は北陸電力初代社長の山田昌作。1953年に東京大学農学部農業経済学科を卒業し、同年に電気化学工業に入社。
1955年7月に黒部川電力を経て、1963年4月に北陸電力に転じ、1983年6月に取締役に就任し、1987年6月に常務を経て、1990年6月に副社長に就任し、1993年6月には社長に昇格。1999年6月には会長に就任。
1994年4月に藍綬褒章を受章し、2003年11月に旭日大綬章を受章。
2024年8月11日、富山市内の病院で死去。95歳没。死没日付をもって従三位に叙された。